# Сливак
Сливак (болг. Сливак) — село в Болгарии. Находится в Шуменской области, входит в общину Хитрино. Население составляет 196 человек.

## Политическая ситуация
В местном кметстве Сливак, в состав которого входит Сливак, должность кмета (старосты) исполняет Джемал Реджеб Абтула (Движение за права и свободы (ДПС)) по результатам выборов правления кметства.
Кмет (мэр) общины Хитрино — Нуридин Басри Исмаил Движение за права и свободы (ДПС)) по результатам выборов в правление общины.